# 姒姓
姒姓是中國漢族上古八大姓之一。祖先是夏朝开国君主大禹，至今已有4000多年历史。目前分布各地的姒姓后裔不足2000人。

## 历史
传说漢族上古帝舜时代，鲧的妻子修己是有莘氏的女儿，因为吞吃了薏苡这种植物而怀孕，生下了禹。因此禹治水成功后，舜便赐姒姓（上古姒苡同音）于禹。
夏朝灭亡后，有些夏朝后裔改为夏姓。姒姓的后代也有改为夏侯姓、禹姓、费姓、窦姓、辛姓、杞姓、曾姓、谭姓、鲍姓、邹姓、欧阳姓、司空姓等姓氏的。
在绍兴大禹陵附近的禹陵村，聚居着大量姒姓后裔，自大禹至今已传至146世，辈份最高的为141世，但仓修良認為所谓“大禹后裔”不可信。

## 名人
- 夏朝君主
- 杞国、鄫国、譚國君主
- 太姒：周文王昌之正妃、周武王發之母
- 褒姒：西周君主周幽王王后，太子姬伯服的生母。是中國歷史上有名的美女，也是導致西周滅亡的關鍵人物之一
- 姒健敏：第十一屆全國人大常委、浙江大學副校長

## 延伸阅读
[在维基数据编辑]
 《欽定古今圖書集成·明倫彙編·氏族典·姒姓部》，出自陈梦雷《古今圖書集成》